# Volby do Evropského parlamentu v Německu 2009
Volby do Evropského parlamentu 2009 v Německu proběhly v neděli 7. června 2009. Na základě výsledků voleb zasedne v Evropském parlamentu 99 německých poslanců s mandátem do roku 2014.

## Volební výsledky

### Strany, které se do parlamentu dostaly
| Politická strana | Politická strana | Počet hlasů         | Hlasy v %  | +/−             | Počet mandátů | +/−       | Evropská polit. skupina |
| ---------------- | --- | ------------------- | ---------- | --------------- | ------------- | --------- | ----------------------- |
|                  | Křesťanskodemokratická unie (Christlich Demokratische Union) Křesťansko-sociální unie Bavorska (Christlich-Soziale Union in Bayern) | 8.069.983 1.896.777 | 30,7% 7,2% | ▼ -5,9% ▼ −0,8% | 34 8          | ▼ -6 ▼ −1 | EPP                     |
|                  | Sociálnědemokratická strana Německa (Sozialdemokratische Partei Deutschlands )                                                      | 5.471.703           | 20,8%      | ▼ -0,7%         | 23            | ▬ ±0      | S&D                     |
|                  | Spojenectví 90/Zelení (Bündnis 90/Die Grünen)                                                                                       | 3.193.821           | 12,1%      | ▲ +0,2%         | 14            | ▲ +1      | Greens – EFA            |
|                  | Svobodná demokratická strana (Freie Demokratische Partei)                                                                           | 2.887.331           | 11,0%      | ▲ +4,9%         | 12            | ▲ +5      | ALDE                    |
|                  | Levice (Die Linke) | 1.968.325           | 7,6%       | ▲ +1,5%         | 8             | ▲ +1      | EUL / NGL               |

### Strany, které se do parlamentu nedostaly
| Politická strana                                                                         | Počet hlasů | Hlasy v % | +/−     | Počet mandátů | +/− |
| ---------------------------------------------------------------------------------------- | ----------- | --------- | ------- | ------------- | --- |
| Svobodní voliči (Freie Wähler) (FW)                                                      | 441 726     | 1,7%      | ▲ +1,7% | 0             |     |
| Republikáni (Die Republikaner) (REP)                                                     | 347 897     | 1,3%      | ▼ -0,6% | 0             |     |
| Strana pro ochranu zvířat (Mensch Umwelt Tierschutz)                                     | 289 572     | 1,1%      | ▼ -0,2% | 0             |     |
| Strana německých rodin (Familienpartei Deutschlands)                                     | 252 121     | 1,0%      | ▼ -0,1% | 0             |     |
| Pirátská strana Německa (Piratenpartei Deutschland)                                      | 229 464     | 0,9%      | ▲ +0,9% | 0             |     |
| Strana důchodců (Rentner-Partei-Deutschland)                                             | 212 501     | 0,8%      | ▲ +0,8% | 0             |     |
| Ekologická demokratická strana (Ökologisch-Demokratische Partei)                         | 134 893     | 0,5%      | ▼ -0,1  | 0             |     |
| Německá lidová unie (Deutsche Volksunion)                                                | 111 695     | 0,4%      | ▲ +0,4% | 0             |     |
| Strana důchodců a lidovců (Rentnerinnen- und Rentner-Partei)                             | 102 174     | 0,4%      | ▲ +0,4  | 0             |     |
| Feministická strana žen (Feministische Partei Die Fraue)                                 | 86 663      | 0,3%      | ▼ −0,2  | 0             |     |
| Strana bible (Partei Bibeltreuer Christen)                                               | 80 688      | 0,3       | ▼ −0,1  | 0             |     |
| Od této chvíle ... Aliance pro Německo (Ab jetzt ... Bündnis für Deutschland)            | 69 656      | 0,3%      | ▼ −0,3  | 0             |     |
| 50Plus                                                                                   | 68 578      | 0,3%      | ▲ +0,3  | 0             |     |
| DIE GRAUEN                                                                               | 57 775      | 0,2%      | ▲ +0,2  | 0             |     |
| Bavorská strana                                                                          | 55 779      | 0,2%      | ▲ +0,1  | 0             |     |
| Fialová - pro duchovní politiku (Die Violetten – für spirituelle Politik)                | 46 355      | 0,2%      | ▲ +0,2  | 0             |     |
| Pro referenda (Für Volksentscheide)                                                      | 39 996      | 0,2%      | ▲ +0,2  | 0             |     |
| Křesťanské centrum (Christliche Mitte)                                                   | 39 953      | 0,2%      | ▬ ±0    | 0             |     |
| Strana práce, životního prostředí a rodiny (AUF – Partei für Arbeit, Umwelt und Familie) | 37 894      | 0,1%      | ▲ +0,1  | 0             |     |
| AUFBRUCH                                                                                 | 31 013      | 0,1%      | ▬ ±0    | 0             |     |
| Iniciativa svobodných občanů (Freie Bürger-Initiative)                                   | 30 885      | 0,1%      | ▲ +0,1  | 0             |     |
| Komunistická strana Německa (Kommunistische Partei Deutschlands)                         | 25 615      | 0,1%      | ▬ ±0    | 0             |     |
| Newropeans                                                                               | 14 708      | 0,1%      | ▲+0,1   | 0             |     |
| Europa – Demokratie – Esperanto                                                          | 11 772      | 0,0       | ▬ ±0    | 0             |     |
| Občanské hnutí Solidarita (Bürgerrechtsbewegung_Solidarität)                             | 10 909      | 0,0%      | ▬ ±0    | 0             |     |
| Strana sociální spravedlnosti (Partei für Soziale Gleichheit)                            | 9 646       | 0,0%      | ▼ −0,1% | 0             |     |

### Statistika
- Registrovaných voličů: 62.202.941 (100,0%)
- Odevzdaných hlasů: 26.924.834 (42,3%)
- Neplatných hlasů: 590.170 (2,2%)
- Platných hlasů: 26.333.444 (97,8%)

## Předvolební průzkumy
| strany | strany                | minulé volby | 2009-04-03 Infratest | 2009-04-22 GESS | 2009-05-07 Infratest | 2009-05-28 Infratest | 2009-05-29 FW |
|        | CDU+CSU               | 44,5 %       | 36 % (30+6)          | 39 %            | 37 % (31+6)          | 39 % (33+6)          | 39 %          |
|        | SPD                   | 21.5%        | 28 %                 | 27 %            | 28 %                 | 26 %                 | 25 %          |
|        | Spojenectví 90/Zelení | 11,9 %       | 13 %                 | 13 %            | 12 %                 | 12 %                 | 10 %          |
|        | FDP                   | 6,1 %        | 10 %                 | 10 %            | 10 %                 | 9 %                  | 10 %          |
|        | Die Linke             | 6,1 %        | 8 %                  | 6 %             | 8 %                  | 7 %                  | 8 %           |
|        | ostatní               | 9,8 %        | 5 %                  | 5 %             | 5 %                  | 7 %                  | 8 %           |